# هیل‌اوبا
هیل‌اوبا (به ترکی آذربایجانی: Hiloba یا گیل‌اوبا Giloba) یک منطقه مسکونی در جمهوری آذربایجان است که در شهرستان قوسار واقع شده است. هیل‌اوبا ۴۷۶ نفر جمعیت دارد.